# Годонім
Годонім або одонім (від дав.-гр. ὁδός — вулиця, дорога, ὄνυμα — ім'я, назва) — вид урбаноніма; топонім для позначення назв лінійних об'єктів населених пунктів: вулиць, у тому числі проспектів, бульварів, алей, набережних, проїздів, провулків, пасажів, ліній (один з типів вулиць), шосе (в межах міста), глухих кутів.
Годоніми широко використовуються в поштових адресах для кодифікації та знаходження об'єкта, розташованого у наземному просторі.